# Б-871 «Алроса»
Б-871 «Алроса» — советская и российская дизель-электрическая подводная лодка проекта 877В «Палтус», входящая в состав 4-й отдельной бригады подводных лодок Черноморского флота ВМФ России.
До 2013 года долгое время являлась единственной действующей подводной лодкой ЧФ ВС России.

## История строительства
Лодка была заложена 17 мая 1988 года на заводе «Красное Сормово» в Нижнем Новгороде под строительным номером 607. Изначально лодка строилась по проекту 877В, предусматривавшему оснащение лодки водомётным движителем вместо гребного винта. Осталась единственным кораблём, построенным по этому подпроекту.
18 мая 1989 года был сформирован экипаж лодки под командованием капитана 3 ранга А. Ю. Романова. 10 сентября 1989 года лодка была спущена на воду. В ноябре того же года Б-871 по внутренним водным путям перешла на Чёрное море и 1 декабря 1990 года на ней был поднят военно-морской флаг.

## История службы

### 1990—1997 годы
30 декабря 1990 года Б-871 вошла в состав 153-й Краснознамённой бригады подводных лодок 14-й дивизии подводных лодок Краснознамённого Черноморского флота с базированием в Южной бухте Севастополя. В декабре 1991 — марте 1992 года лодка выполняла задачи боевой службы.
13 марта 1992 года произошла попытка захвата лодки с принятием частью команды присяги на верность Украине. Благодаря действиям вахтенных матросов А. Н. Зайца и М. Н. Абдуллина, забаррикадировавшихся в моторном отсеке, а также верхнего вахтенного В. П. Смычкова, старшего матроса В. Д. Щербенко и прибывшего на лодку старшего помощника капитана Б-871 И. П. Леухина, захват лодки был пресечён.
С 1992 года по 1996 год Б-871 не выходила в море по причине отсутствия аккумуляторных батарей. В 1995 году лодка вошла в состав 155-й бригады подводных лодок. 22 мая 1996 года после установки аккумуляторов лодка вошла в состав сил постоянной готовности. В августе — сентябре того же года Б-871 выполняла задачи боевой службы, участвовала в праздновании Дня ВМФ в Новороссийске.

### 1997—2014 годы
В соответствии с российско-украинским договором от 1997 года лодка вошла в состав российской части Черноморского флота, входила в состав 155-й бригады, затем 12 июня на лодке поднят Андреевский флаг. 19 сентября того же года по инициативе акционерной компании «АЛРОСА» и ряда ветеранов ВМФ был заключён договор о шефстве компании над лодкой. В январе 2004 года лодке присвоено именное наименование «Алроса».
С августа 1998 года по апрель 1999 года проходила ремонт в Севастополе на 13-м судоремонтном заводе. С 2002 года в связи с переформированием 155-й бригады вошла в 247-й отдельный дивизион подводных лодок, до переформирования дивизиона оставалась единственной боевой подводной лодкой в его составе.
В 2008 году лодка принимала участие в учениях.
в 2008 году в сентябре-октябре участвовала в съёмках сериала «На всех широтах…».

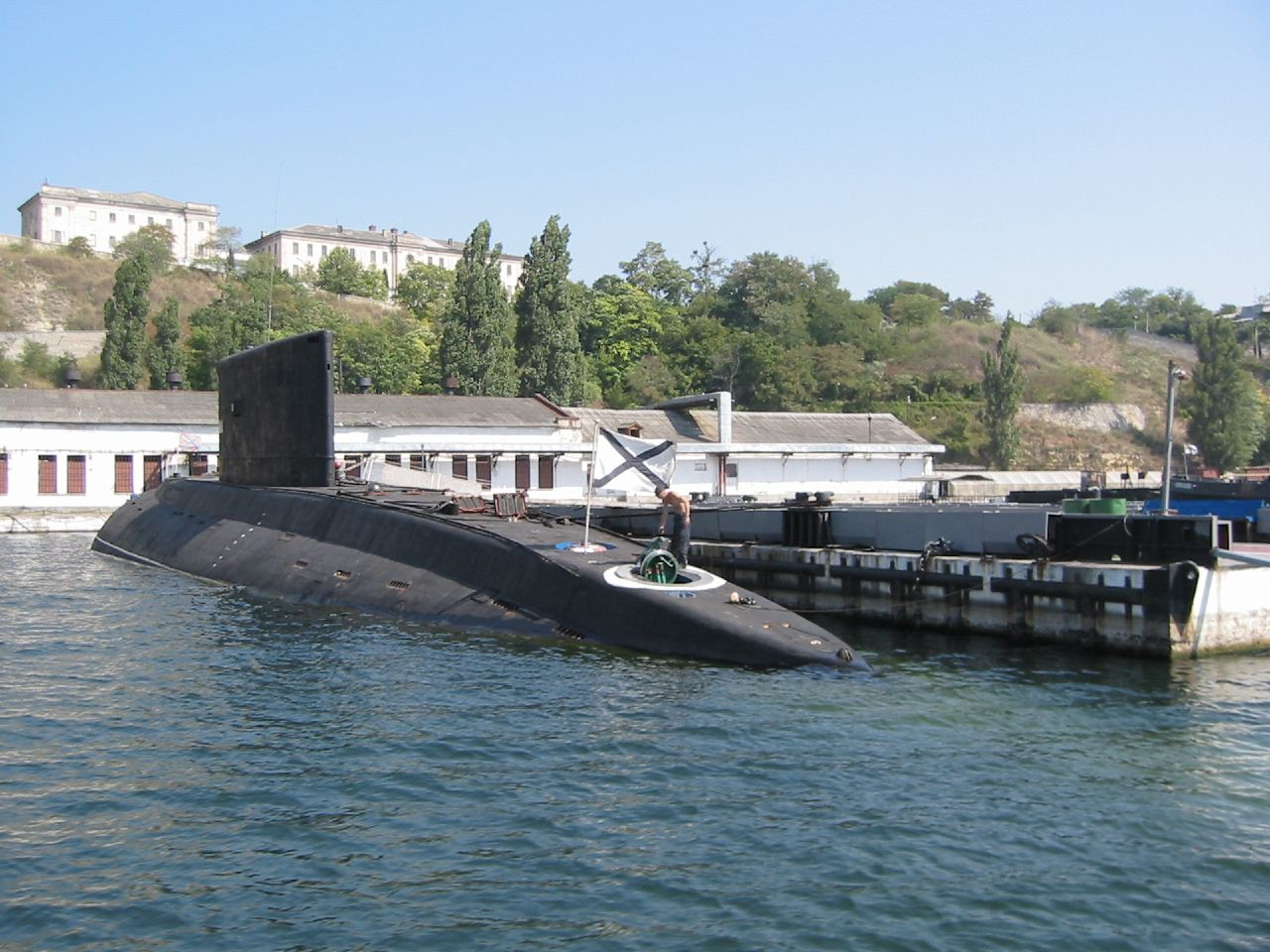
Б-871 в Севастополе, 2005 год

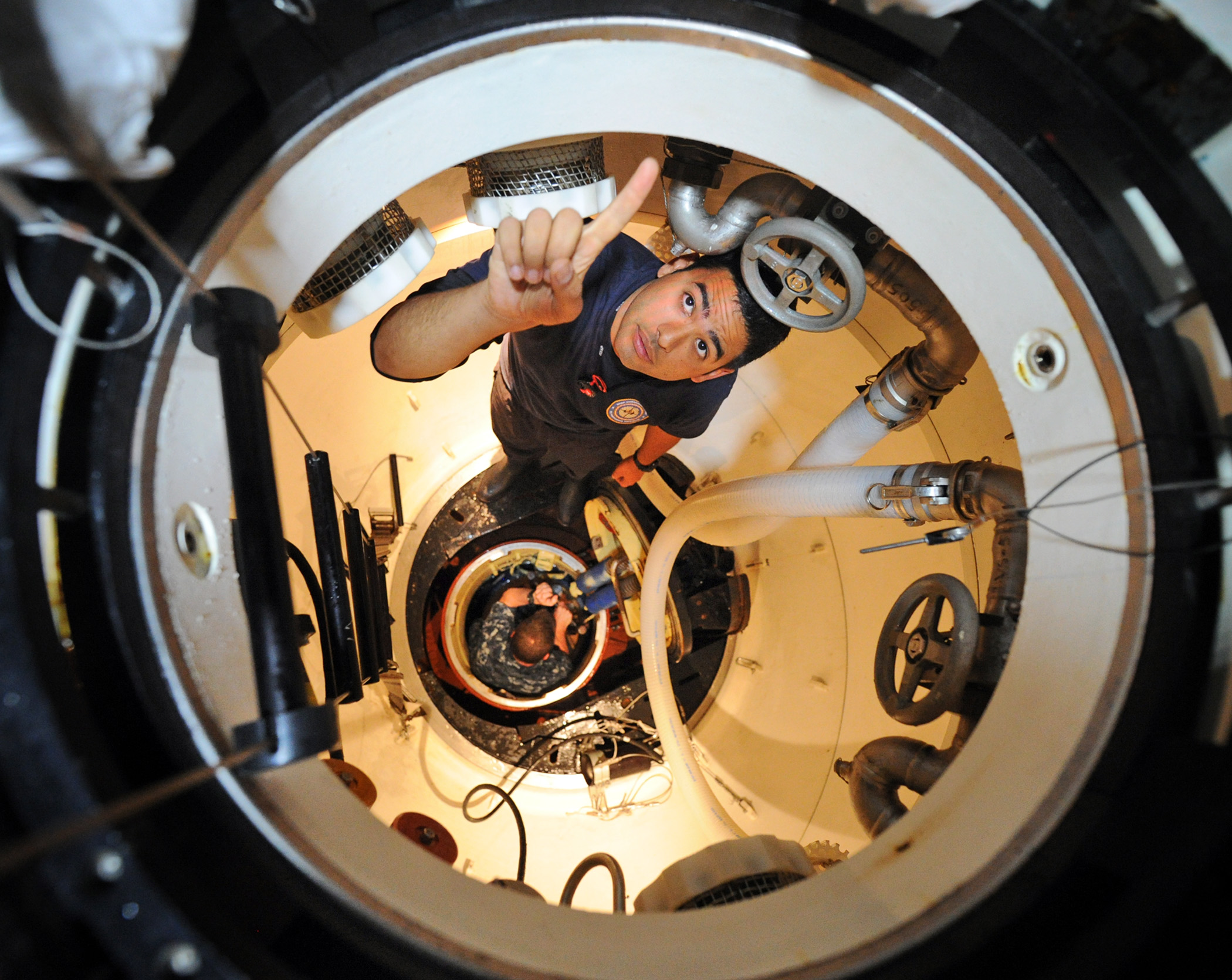
Американский подводник Джоэль Ривера в глубоководном спасательном аппарате, пристыкованном к «Алросе», учения «Болд Монарх», 2011 год

5 августа 2009 года завершились глубоководные испытания, проводившиеся после докового ремонта, в ходе которых лодка погружалась на рабочую глубину — до 240 метров.
21 ноября 2009 года в ходе выполнения подводной лодкой учебных задач в акватории Чёрного моря произошёл отказ двигательной установки. 23 ноября подводная лодка на буксире была доставлена в новороссийскую военно-морскую базу.
В мае—июне 2011 года «Алроса» совместно с судами обеспечения участвовала в международных учениях спасательных сил «Болд Монарх», проходивших у побережья Испании. В ходе учений впервые была произведена стыковка российской подводной лодки и американского глубоководного спасательного аппарата.
После окончания учений, в июле 2011 года лодка совершила переход на Балтику, где встала на плановый ремонт в Кронштадте. В сентябре 2012 года вернулась в Севастополь после окончания планового ремонта. Переход с Балтийского на Чёрное море занял чуть больше месяца.
12 мая 2013 года «Алроса» вместе с украинской подводной лодкой «Запорожье» присутствовала на праздновании 230-летия Черноморского флота в Севастополе.
С 2014 года Б-871 вошла в состав формируемой 4-й отдельной бригады подводных лодок.

### С 2014 года
Летом 2014 года Б-871 была поставлена на ремонт и модернизацию на 13-м судоремонтном заводе Черноморского флота в Севастополе. Первоначально планировалось завершить ремонт в 2015 году, но его продолжительность несколько раз увеличивалась. По информации на 18 апреля 2016 года, лодку после ремонта донно-забортной арматуры перевели из плавучего дока в цех судоремонтного завода для дальнейших работ, которые продлятся ещё несколько месяцев.
«Дизель-электрическая подводная лодка Черноморского флота „Алроса“ будет выполнять задачи только в Черноморском регионе, где применение её вооружения наиболее целесообразно. Эффективность торпедной атаки у субмарины „Алроса“ не уменьшилась. Она по-прежнему является грозным противником для надводных кораблей и ударных группировок возможного противника» — сообщал 21 марта 2016 года РИА Новости источник в ВМФ.
Ремонт и модернизацию планировалось завершить и в 2017 году, и в 2019 году. По факту же ДЭПЛ «Алроса», ожидавшая начала ремонта на протяжении пяти лет, вернулась в док 13-го судоремонтного завода только в конце мая 2019 года.
В 2020 году планировался перевод ДЭПЛ на Балтийский флот. Из-за задержек при ремонте переход на Балтику был вначале перенесён на 2022 год (в январе 2022 года сообщалось, что ДЭПЛ выйдет на ходовые испытания в первом квартале того года), а позже отменён, и в июне 2022 года подлодка вошла в состав Черноморского флота. Благодаря модернизации (В ходе которой «Алроса» получила на вооружение ракеты «Калибр-ПЛ») она теперь способна войти в первую линию флота.

## В культуре
Лодка неоднократно участвовала в съёмках художественных фильмов:
- в 1996 году её снимали в фильме «Первый удар» с участием Джеки Чана;
- в 2003 году прошли съёмки лодки в российской картине о подводниках «72 метра»[20].
- в 2009 году прошли съёмки лодки в российской картине о подводниках «На всех широтах»

## Командиры
- 1989—1990: А. М. Андрюков
- 1990—1994: А. Ю. Романов[21]
- 1994—1997: И. Дмитриев[21]
- 1997—2000: А. Г. Варочкин[21]
- 2000—2003: И. В. Игнатьев[21]
- 2003—2008: Д. А. Парамонов[21]
- 2008—2013: А. А. Зайцев[21]
- 2013—2016: С. Л. Ржицкий[22]
- 2016 — н.в.: Д. Сопин